# 老友鬼上身
《老友鬼上身》，是1992年上映的一部香港恐怖鬼片，由馮淬帆執導，陳健成監製，馮淬帆、午馬、吳君如、樓南光主演。

## 劇情
林Sir（樓南光 飾）為社工，負責大難才（馮淬帆 飾）、阿Joe（吳君如 飾）與幽靈大師（午馬 飾）的援助輔導工作，因為三人各自原因而無家可歸，故林Sir安排他們有需要時可入住他的寓所。林Sir偶然在一宗交通意外後靈魂出竅，身體被惡鬼奪舍。林Sir在意外後性情大變，幽靈大師懷疑其被鬼上身，三人雖性格上有分歧，但最終必須共同努力，將惡鬼從林Sir的肉體中驅趕出來。幽靈大師施法見到林Sir靈魂企圖與惡鬼搏鬥，計劃用車禍望能將惡鬼撞出，反被惡鬼弄致重傷終將惡鬼驅走，卻又發現林Sir與阿Joe之魂魄在混亂中互相調換了。

## 演員表
| 演員   | 角色               |
| 樓南光 | 林Sir 社工         |
| 馮淬帆 | 林世才 綽號:大難才 |
| 午馬   | 綽號:幽靈大師      |
| 吳君如 | 阿Joe              |
| 梅小惠 | 小惠               |
| 許紹雄 |                    |
| 金十二 | 阿Sam 小惠之情夫   |
| 陳子豪 | B仔 大難財之子     |